# Séminaire de Tournai
Le Séminaire de Tournai est l'institut de formation des prêtres du diocèse de Tournai (Belgique). Depuis 1808 il occupe les bâtiments de l'ancien collège des jésuites, dans la rue des Jésuites, à Tournai (Belgique).
Ce que l'on appelle "séminaire" accueille aujourd'hui plusieurs institutions et services du diocèse de Tournai : l'Institut supérieur de théologie, une bibliothèque accessible au public, l'aumônerie des étudiants, l'Académie de musique Saint-Grégoire.

## Histoire et description des bâtiments

### Histoire
Les premiers occupants des bâtiments de la rue des Jésuites furent les Pères de la Compagnie de Jésus. Arrivés à Tournai en 1554, les Jésuites s’installèrent dans la « rue des Allemans » ou « de Babylone », ancienne « rue de la Vigne », à la fin du XVIe siècle. Leur collège fut inauguré en 1595.
Après la suppression de la Compagnie de Jésus par le pape Clément XIV en 1773, le collège tournaisien fut mis en vente et racheté par les religieux de l’abbaye de Saint-Médard de Tournai, ancienne abbaye de Saint-Nicolas-des-Prés (1779). Ces religieux furent expulsés des lieux par les commissaires de la République française (1797). Les bâtiments devinrent ensuite le siège de la sous-préfecture du département de Jemappes (1800). En 1807-1808, Mgr François-Joseph Hirn, premier évêque concordataire de Tournai, obtint les bâtiments du gouvernement de Napoléon pour pouvoir y installer le séminaire diocésain. Il les restaura à grands frais grâce aux dons des prêtres et des fidèles du diocèse.

### Les bâtiments résidentiels et les jardins

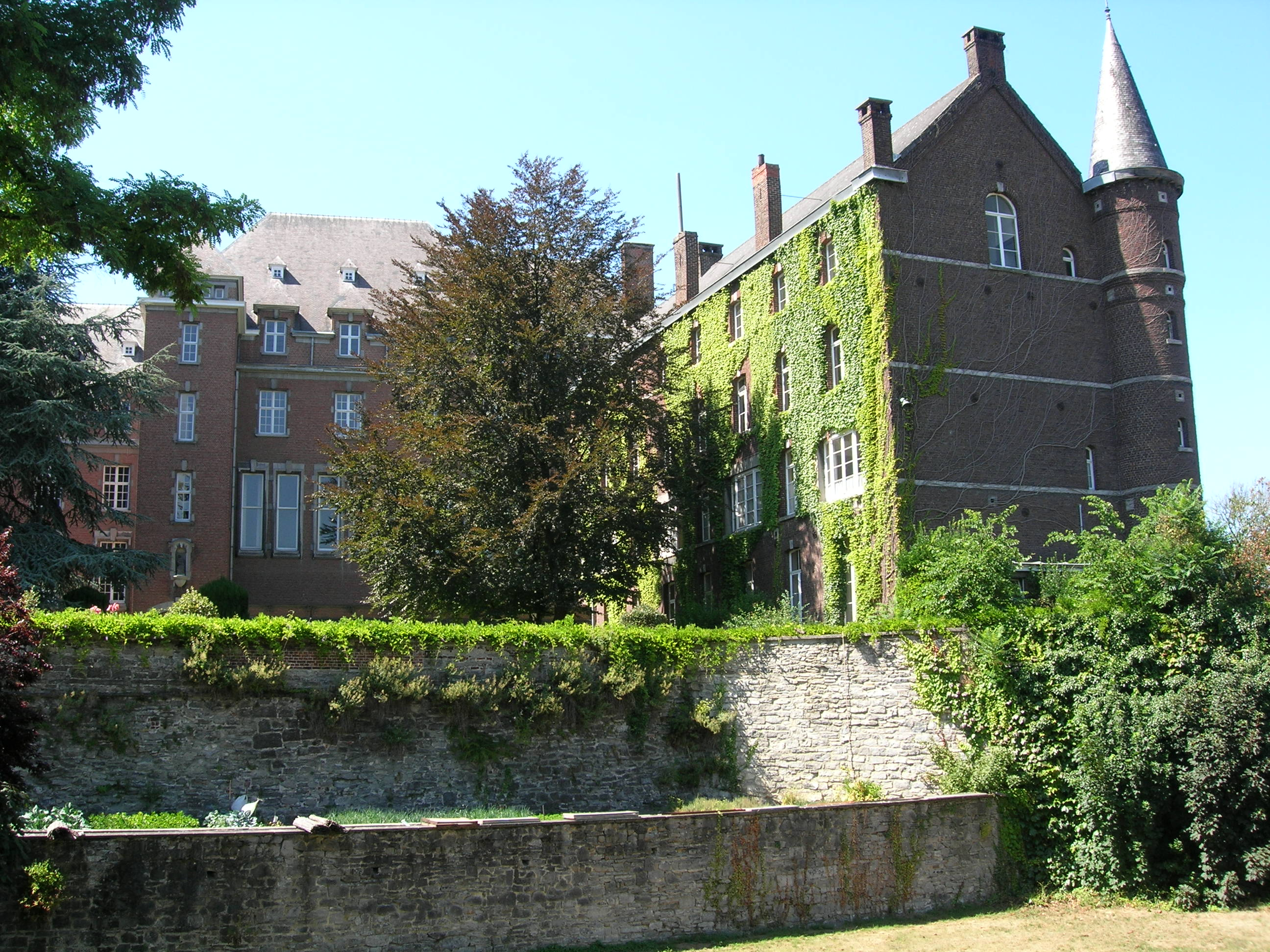
Vue sur le Séminaire à partir du jardin

Le premier corps de logis est édifié à la fin du XVIe siècle. Les siècles suivants sont marqués par de grands travaux de construction, d’aménagement et de restauration : bâtiment central au fond de la cour d’honneur, dont seule subsiste la façade dans sa partie inférieure (1640), aile droite derrière l’église (1640), bâtiment situé à gauche de la cour (1679 pour la partie inférieure), bâtiment à front de rue, avec sa grande porte d’entrée surmontée d’un fronton triangulaire, de style classique (1731), aile gauche (fin du XIXe siècle), intérieur de l’aile droite (1932), « quartier des Sœurs » (1938), bâtiment central plus grand et surélevé (1947-1952). 
Cet ensemble de bâtiments forme un vaste fer à cheval dont l’ouverture englobe un jardin en terrasse. Celui-ci surplombe un jardin beaucoup plus vaste situé en contrebas et traversé par l’ancien rempart de la ville (XIIe – XIIIe siècle). Sur le côté droit du grand jardin s’élève une construction à un étage (1754). 

### L’église

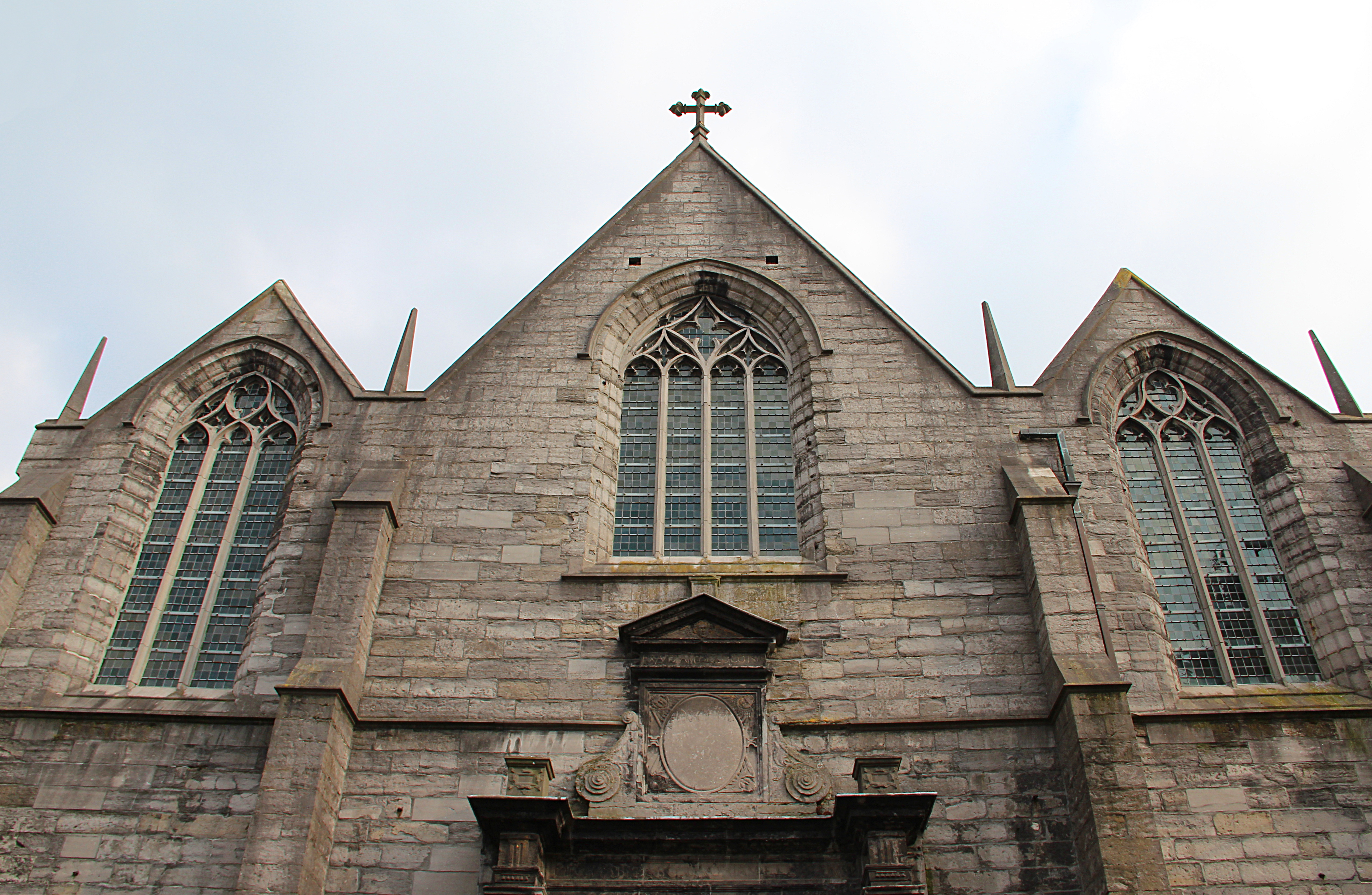
L'avant-nef de l'église du Séminaire de Tournai

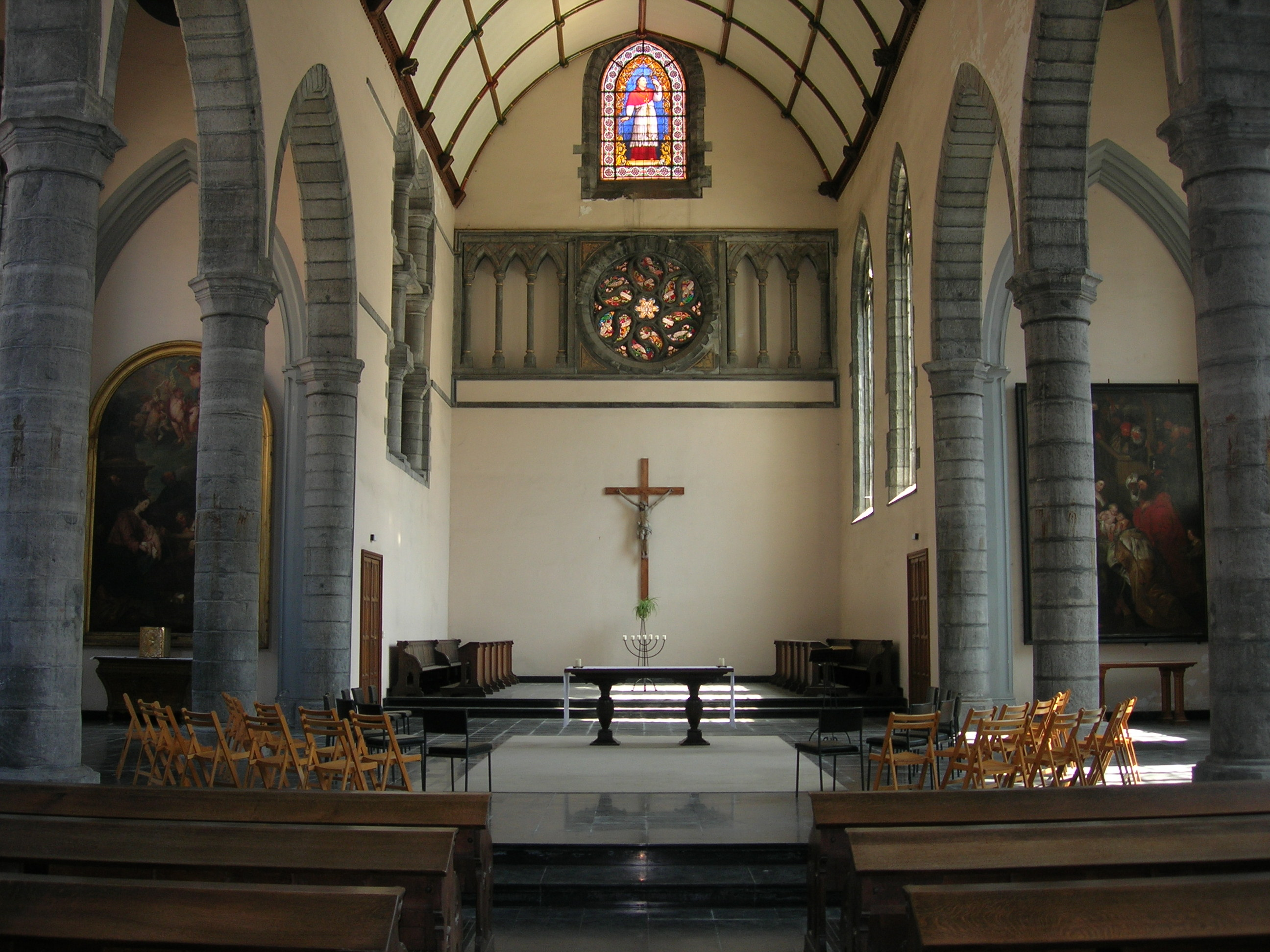
Le chœur de l'église du Séminaire de Tournai

L’ancienne église des Jésuites a été bâtie en pierre de Tournai, matériaux régionaux et formules locales, entre 1601 et 1604. Les plans en ont été dressés par le frère jésuite tournaisien Henri Hoeimaker, architecte des églises de la Compagnie de Jésus à Valenciennes (1607), Lille (1610), Mons (1617), Gand (1619) et Ypres (1625). L’église mesure 41 m de longueur sur 19,50 m de largeur. Sa façade est formée de trois pignons juxtaposés. L’ensemble est de style gothique tardif. Le portail est de style Renaissance. Les trois nefs, couvertes chacune d’une toiture à double pente sont formées de six travées terminées par un chœur à chevet plat, sans transept. 
La vaste tribune, située au revers de la façade, est en pierre et en marbre, de style Renaissance (1605). Certains éléments décoratifs permettent de la rapprocher du jubé de la cathédrale de Tournai (le jubé de l'église du séminaire est remarquable), œuvre de Corneille Floris.
Avant la restauration néo-gothique du chœur (1897), l’église possédait un maître-autel de Nicolas Lecreux (XVIIIe siècle), provenant de l’ancienne abbaye de Saint-Médard. Vendu par le Séminaire à la ville de Tournai et déposé à la Halle-aux-Draps, il disparut dans les bombardements de mai 1940. L’Assomption de Lecreux, autrefois dans l’église Sainte-Marguerite à Tournai, a été placée dans l’église du Séminaire en mars 2006. Le vitrail coloré qui se trouve tout en haut du chevet représente saint Charles Borromée, patron du Séminaire ; il est l’œuvre du maître-verrier Capronnier (1866). La dernière restauration intérieure de l’église date de 1968-1969. La façade a été refaite en 1973-1974.

## La formation des futurs prêtres
Cette formation se déroule sur une période de sept années et comprend deux cycles distincts.
- Le premier cycle commence par une année d’initiation suivie de deux années de philosophie.
- Le second cycle dure quatre années. Les futurs prêtres reçoivent une solide formation intellectuelle, spirituelle et pastorale. Par la vie communautaire, la prière, les stages pastoraux et leurs divers engagements, ils se préparent à leur futur ministère de prêtre.

## Institut Supérieur de Théologie du diocèse de Tournai
Les cours proposés par l'Institut, dans les différents domaines de la théologie et des sciences humaines, sont ouverts à tous.
Une formation spécifique est proposée pour les professeurs de religion.
L’Institut Supérieur de Théologie du Diocèse de Tournai (ISTDT) assure :
- la formation initiale des professeurs de religion donnant accès au diplôme de bachelier-agrégé (secondaire inférieur) ou de maître de religion (primaire)
- une formation complémentaire pour les personnes ayant le titre requis, mais qui n'ont pas les connaissances théologiques et méthodologiques pour être pleinement habilitées à donner le cours de religion

## La bibliothèque du Séminaire

### Histoire de la bibliothèque
La bibliothèque du Séminaire s’est constituée par strates successives depuis le XVIIe siècle. Elle s’est enrichie au fil du temps grâce aux dons de particuliers et de collectivités.
La « bibliothèque ancienne », dont fait partie la « Réserve précieuse » conservée au Musée, rassemble des ouvrages provenant de chanoines du chapitre cathédral de Tournai et de chapitres collégiaux du diocèse, disparus sous le régime français, d’abbayes et de couvents du diocèse de Tournai ou d’autres diocèses, supprimés à la fin du XVIIIe siècle : essentiellement bénédictins (Lobbes, Saint-Denis-en-Broqueroie, Saint-Ghislain, Saint-Martin de Tournai), cisterciens (Aulne, Cambron), chanoines réguliers (Arrouaise, Saint-Médard de Tournai, Saint-Victor de Paris), prémontrés (Bonne-Espérance, Le Rœulx), dominicains (Mons, Tournai), récollets (Binche, Lille, Mons, Tournai), capucins (Mons, Tournai), carmélites (Mons, Paris, Tournai, Valenciennes), jésuites (Douai, Lille, Mons, Paris, Tournai), annonciades (Mons), ursulines (Tournai), oratoriens (Mons, Paris, Soignies, Thuin), rédemptoristes (Tournai). Mais aussi de présidents et de professeurs du Séminaire lui-même ou d’autres séminaires belges et français, et de prêtres diocésains. 
La bibliothèque possède quelques grands instruments de travail en histoire de Belgique, comme les publications de la Commission royale d’histoire, ainsi qu’un fonds d’histoire locale et régionale et un fonds « Arts et civilisations » particulièrement riches. La bibliothèque est très utile aussi aux lecteurs intéressés par la catéchèse et l’enseignement religieux.

## Le musée du Séminaire
Le musée du Séminaire, distinct de la bibliothèque, a été inauguré en juin 1971 et aménagé par le chanoine Albert Milet, bibliothécaire et professeur de philosophie dans l’institution. Composé de deux salles, ce musée sert d’exposition permanente pour un grand nombre d’œuvres d’art, d’objets archéologiques et de livres anciens.
- La première salle renferme surtout des tableaux des XVIe, XVIIe et XVIIIe siècles.
- La deuxième sert de « réserve précieuse ». On y trouve, dans de grands meubles en chêne sculpté, les œuvres les plus anciennes et les plus rares que contenait jadis la grande bibliothèque du Séminaire : plus de 340 manuscrits, dont le plus ancien (un Livre d’évangiles) est vraisemblablement antérieur à l’an 1000 et le plus épais (la « Bible de Lobbes ») date exactement de 1084, comme en témoigne son colophon ; également 43 incunables, 97 post-incunables, des reliures d’ouvrages imprimés, dont beaucoup sont armoriées, datées ou ornées de manière particulière, des impressions anciennes locales (Arras, Ath, Bruxelles, Cambrai, Douai, Liège, Lille, Mons, Namur, Tournai, Saint-Omer, Valenciennes), ainsi qu’un grand nombre d’ouvrages intéressant Tournai et nos régions. La « Réserve précieuse » comprend aussi une collection de 17 tableaux sur bois du XVIe siècle, peints par Frans Pourbus l'Ancien.

## Les archives du Séminaire
Les « Archives du Séminaire épiscopal de Tournai » sont des archives privées. Les plus anciennes datent du XIVe siècle, mais elles sont surtout complètes à partir du XVIIe siècle. Elles peuvent être regroupées sommairement et provisoirement en plusieurs grandes catégories.
- La première concerne les archives de l’ancien séminaire du diocèse de Tournai (XVIIe-XVIIIesiècle).
- La deuxième, les archives du séminaire diocésain sis à la rue des Jésuites depuis 1808, en tant que producteur d’archives ; on y trouve cependant des pièces relatives au Séminaire installé à Douai pour le diocèse de Tournai.
- La troisième catégorie est constituée par les archives de la section de philosophie préparatoire du petit séminaire de Bonne-Espérance, supprimée en 1967.
- La quatrième et dernière catégorie consiste en un ensemble de fonds émanant de producteurs d’archives indépendants du Séminaire de Tournai. Ces fonds concernent des institutions ayant, pour la plupart, un lien étroit avec l’Église catholique, soit dans le diocèse de Tournai soit hors de celui-ci, et dont les archives ont été déposées au fil du temps au Séminaire. Ils s’étendent sur des périodes variables, allant du XIVe au XXe siècle. Parmi ces fonds, le plus riche est sans conteste celui de l’officialité de Tournai (1597-1781), formé d’archives anciennes de l’évêché de Tournai et inventorié par Cyriel Vleeschouwers (Archives générales du Royaume à Bruxelles) et Monique Vleeschouwers-Van Melkebeek (Universiteit Gent).

## La communauté des Religieuses de l'Assomption
La communauté a été appelée au Séminaire en 2003 pour y animer la prière et la liturgie, participer à la pastorale des jeunes de Tournai et à la formation biblique dans le diocèse. Les soeurs sont originaires de Belgique, des USA , du Congo et d'Italie. L'internationalité de la communauté colore la liturgie, célébrée avec les prêtres du Séminaire et qui est aussi ouverte aux personnes de l'extérieur. Les sœurs proposent également un accueil pour des étudiants venant vivre au Séminaire une expérience de Kot communautaire chrétien.

## L'Académie de Musique Saint-Grégoire
Depuis 1986, l'Académie de Musique Saint-Grégoire a son siège au Séminaire de Tournai. Créée, en 1880, cette École de Musique Sacrée forme des organistes, des chanteurs et des chefs de choeur. Privée à l'origine, elle a été classée en 1987 dans l'enseignement artistique secondaire à horaire réduit subventionné par la Communauté française de Belgique.
Par ses activités, elle participe activement à la vie musicale et spirituelle du Séminaire. Depuis 2012, une revue électronique est publiée : Le Courrier de Saint-Grégoire.